# Віденська конвенція про право договорів між державами та міжнародними організаціями або між міжнародними організаціями
Ві́денська конве́нція про пра́во до́говорі́в між держа́вами та міжнаро́дними організа́ціями або́ між міжнаро́дними організа́ціями — юридично обов'язкова для держав-учасниць міжнародна угода, за допомогою якої статус міжнародних організацій у сфері договірного права має бути значною мірою узгоджено з національним законодавством. Відповідно до конвенції повноваження укладати міжнародні договори більше не є винятковими для суверенних держав. Документ доповнює Віденську конвенцію про право міжнародних договорів.